# Praina diagramma
Praina diagramma là một loài bướm đêm trong họ Noctuidae.